# Мица и Микица
Мица и Микица је југословенски филм из 1961. године, са Даром Чаленић и Властимиром Ђузом Стојиљковићем у насловним улогама.
Ово је био први филм Радмиле Савићевић.

## Улоге
| Глумац                     | Улога                         |
| -------------------------- | ----------------------------- |
| Дара Чаленић               | Мица                          |
| Властимир Ђуза Стојиљковић | Микица (као Ђуза Стојиљковић) |
| Мирјана Цијан              |                               |
| Радмило Ћурчић             |                               |
| Капиталина Ерић            |                               |
| Петар Матић                |                               |
| Невенка Микулић            |                               |
| Миодраг Поповић Деба       |                               |
| Миодраг Радовановић        |                               |
| Радмила Савићевић          |                               |

Остале улоге ▼
| Глумац                   | Улога  |
| ------------------------ | ------ |
| Славко Симић             |        |
| Ружица Сокић             |        |
| Александар Стојковић     | Тренце |
| Стеван Штукеља           |        |
| Милутин Мића Татић       |        |
| Миливоје Томић           |        |
| Мирјана Вачић            |        |
| Младен Млађа Веселиновић |        |